# Ситкі
Ситкі (пол. Sytki) — село в Польщі, у гміні Дорогичин Сім'ятицького повіту Підляського воєводства.
Населення — 143 особи (2011).
У 1975-1998 роках село належало до Білостоцького воєводства.

## Демографія
Демографічна структура станом на 31 березня 2011 року:
|          | Загалом | Допрацездатний вік | Працездатний вік | Постпрацездатний вік |
| -------- | ------- | ------------------ | ---------------- | -------------------- |
| Чоловіки | 72      | 17                 | 40               | 15                   |
| Жінки    | 71      | 16                 | 35               | 20                   |
| Разом    | 143     | 33                 | 75               | 35                   |